# Azucareros de Córdoba
Club Social y Deportivo Azucarero de Córdoba, meistens verkürzt als Azucareros de Córdoba bezeichnet, ist ein mexikanischer Fußballverein mit Sitz in Córdoba, Veracruz.

## Geschichte
Die Azucareros stiegen zur Saison 1979/80 in die seinerzeit noch drittklassige Tercera División ein. Nach dem Gewinn dieser Liga in der Saison 1980/81 stiegen die Azucareros in die seinerzeit zweitklassige Segunda División auf, in der sie in den folgenden fünf Jahren bis zur Saison 1985/86 vertreten waren. Zuletzt spielten sie in der Saison 2005/06 in der zwischenzeitlich nur noch drittklassigen Segunda División. Seit dem Verkauf ihrer Lizenz an die Tiburones Rojos Veracruz vertritt deren Filialteam Tiburones Rojos de Córdoba die Gemeinde Córdoba in der Segunda División. Die Azucareros spielten in den beiden folgenden Spielzeiten (2006/07 und 2007/08) in der mittlerweile viertklassigen Tercera División und zogen sich anschließend für unbestimmte Zeit aus dem Profifußball zurück.

## Erfolge
- Meister der Tercera División: 1980/81